# Beijing International Challenger 2013
Der Beijing International Challenger 2013 war ein Tennisturnier der ATP Challenger Tour 2013 für Herren und ein Tennisturnier des ITF Women’s Circuit 2013 für Damen in Peking. Sie fanden zeitgleich vom 29. Juli bis 5. August 2013 statt.